# Pawło Honczaruk
Pawło Honczaruk (ur. 16 stycznia 1978 w Kornacziwce) – ukraiński biskup rzymskokatolicki, biskup diecezjalny charkowsko-zaporoski od 2020.

## Życiorys
Pawło Honczaruk (Paweł Gonczaruk) urodził się 16 stycznia 1978 r. we wsi Kornaczówka w rejonie jarmołynieckim obwodu chmielnickiego. Formację kapłańską odebrał w Wyższym Seminarium Duchownym Ducha Świętego w Gródku. Absolwent prawa kanonicznego Uniwersytetu Kardynała Stefana Wyszyńskiego w Warszawie.
Święcenia kapłańskie otrzymał 22 czerwca 2002 i został inkardynowany do diecezji kamieniecko-podolskiej. Przez kilkanaście lat pracował jako duszpasterz parafialny. W 2003 został też dyrektorem diecezjalnej Caritas, a w 2016 objął funkcję ekonoma diecezjalnego.
6 stycznia 2020 papież Franciszek mianował go biskupem diecezjalnym charkowsko-zaporoskim. Sakry udzielił mu 14 lutego 2020 nuncjusz apostolski na Ukrainie – arcybiskup Claudio Gugerotti.